# Сретенье (Кировская область)
Сретенье — село в Котельничском районе Кировской области, административный центр Сретенского сельского поселения.

## География
Располагается на расстоянии примерно 36 км по прямой на север-северо-запад от райцентра города Котельнич.

## История
Основано в 1711 году как сельцо Высоково, позже названо по одному из престолов новой Троицкой церкви (построена в 1797 году). В 1873 году учтено дворов 6 и жителей 32, в 1905 16 и 36, в 1926 16 и 36, в 1950 17 и 34. В 1989 году проживало 289 человек.

## Население
Постоянное население  составляло 246 человек (русские 98%) в 2002 году, 162 в 2010.